# Chapuisia fulva
Chapuisia fulva is een keversoort uit de familie bladkevers (Chrysomelidae). De wetenschappelijke naam van de soort werd in 1952 gepubliceerd door Gilbert Ernest Bryant.